# Knir, Knar en Knor
Knir, Knar en Knor zijn drie tekenfilm- en stripfiguren van Disney. Zij zijn biggetjes. Ze zijn de beste vrienden van Wolfje, wiens vader Midas Wolf constant op hen jaagt. Daarom is hun huisje altijd omgeven door wolvenvallen. Die moeten voorkomen dat Midas bij hen binnenkomt om hen op te eten. Ook de voordeur is wolfbestendig – deze is zó sterk gemaakt dat Midas deze niet kan openbreken. Zo wordt voorkomen dat hij zomaar kan binnendringen om de biggetjes mee te nemen. Als het Midas ondanks alles wel lukt om de biggetjes te vangen, weet Wolfje hen echter te redden, zodat ze niet worden opgegeten.

## Kenmerken
Knir en Knar dragen alleen een jasje. Knor draagt een blauwe tuinbroek en hij is de leider van het drietal, omdat hij de slimste van de drie is. Knor moet de twee andere biggetjes vaak berispen als ze door een stommiteit bijna in de handen van Midas zijn beland.  
| Engelse naam  | Nederlandse naam | Huis                                          | Muziekinstrument | Kleding                        |
| ------------- | ---------------- | --------------------------------------------- | ---------------- | ------------------------------ |
| Fifer Pig     | Knar             | riet                                          | fluit            | zwart jasje, wit petje         |
| Fiddler Pig   | Knir             | hout                                          | viool            | blauw matrozenjasje met pet    |
| Practical Pig | Knor             | steen, met wolfbestendige cement en idem verf | piano            | blauwe tuinbroek met witte pet |

Hun oorspronkelijke namen in het Engels verwijzen naar hun typerende bezigheden of eigenschappen.
De huisjes van Knir en Knar zijn niet bestand tegen de adem van de wolf, waarna die twee hun intrek nemen bij Knor.

## Oorsprong
Knir, Knar en Knor kwamen voor het eerst voor in de korte tekenfilm Three Little Pigs (1933), maar ze hadden hier nog niet hun huidige namen. Ze bleken echter – samen met Midas – zo populair dat ze eerst een rol in nog meer tekenfilms kregen: The Big Bad Wolf (1934), Three Little Wolves (1936) en The Practical Pig (1939). Vervolgens begonnen ze ook te verschijnen in stripverhalen, die uitgroeiden tot een eigen reeks die voornamelijk draait om Midas en de biggetjes. Deze verhalen zijn onder meer in de Donald Duck verschenen.
Ze zijn uiteindelijk via het Disney-filmpje te herleiden tot de drie biggetjes uit het in de 19e eeuw opgetekende sprookje De wolf en de drie biggetjes. Ook de figuur van Midas gaat op dit sprookje terug.

## Stem
De Amerikaanse stem van Knir is oorspronkelijk Dorothy Compton, die in 1958 door Gloria Wood werd vervangen. Van 1981 tot 1987 was het Jack Wagner en van 2001 tot 2009 deed Cathy Cahn deze stem. Hierna werd Russi Taylor de stem tot heden. De Amerikaanse stem van Knar was in de eerste originele tekenfilm Mary Moder. Gloria Wood die ook Knir deed, deed Knar in 1958. Jack Wagner deed van 1981 tot 1987 de stem van Knar. Pat Musick doet deze stem tot heden. Knor was in de originele tekenfilm Pinto Colvig en in 1958 was Gloria Wood de stem van Knor, wat zij dus ook deed bij Knir en Knar. Tony Pope deed Knor vanaf 1981 tot 1987. Bill Farmer doet de stem van Knor tot heden. 
In het Nederlands is de stem van Knor Reinder van der Naalt in de eerste filmpjes. Hierna werd dit Olaf Wijnants.